# 外路

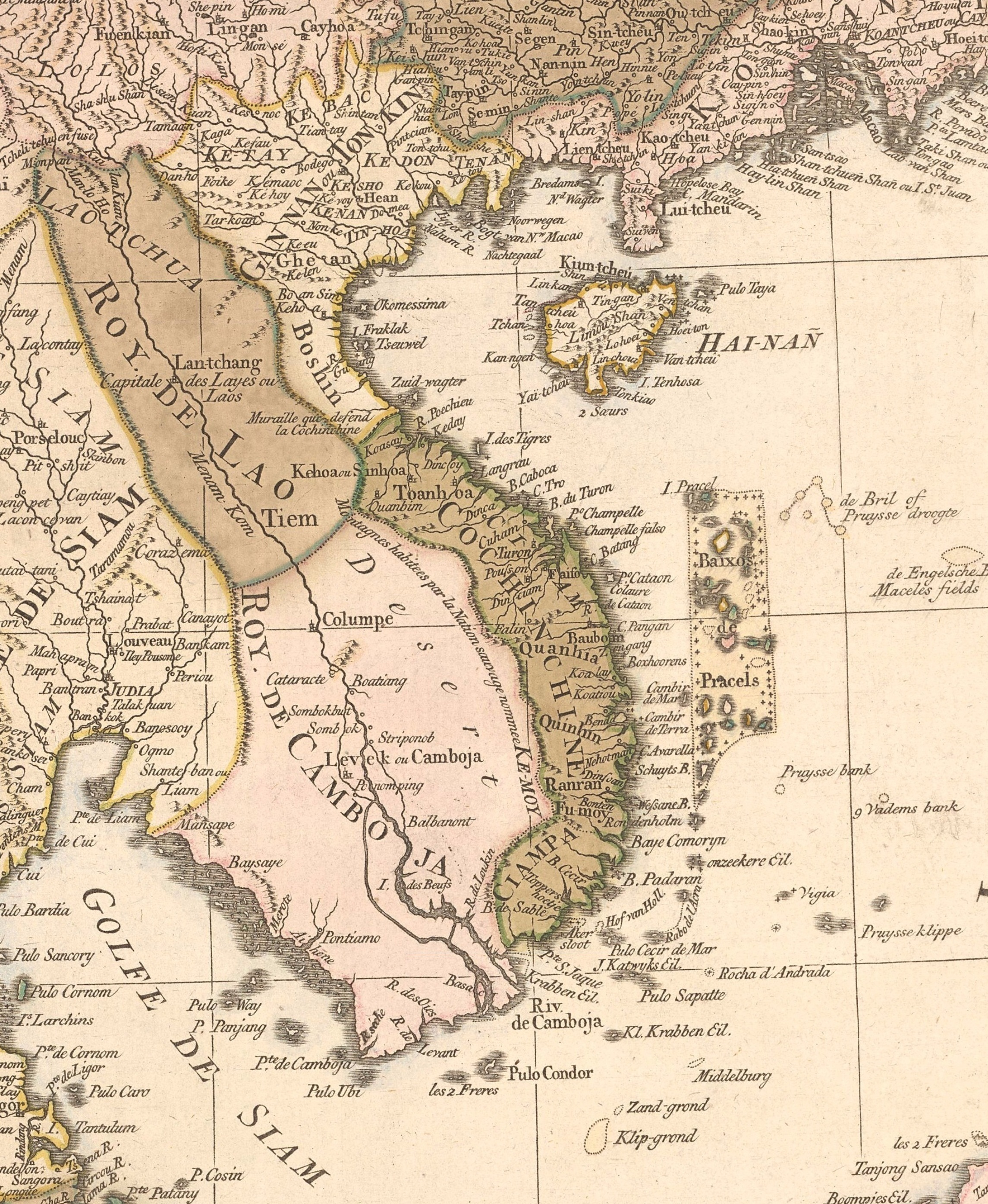
荷蘭出版的1760年越南地圖。其中「Gannan Tonkin」（安南東京）就是鄭主所轄下的外路之地。

外路（越南语：／），又作外间、𤅷江以外、𤅷江以北、河靜以北，越南歷史地名，指的是鄭阮紛爭時期鄭主治下的領土，其地理位置大致為越南北部一帶。在越南漢文史籍中，多稱作“北河”，中國史籍中多稱作“安南國”，西方資料則稱作“東京”（Tonkin）。

## 译名爭議
“Đàng Ngoài”一词是纯越词，最早出现在葡萄牙传教士亚历山德罗1651年在罗马出版的《拉丁文-葡文-越南文辞典》（Dictionarium Annamiticum Lusitanum et Latinum）。李塔娜教授認為，這個詞可能是由17世紀20年代阮主政權的人創造。
郑永常教授將該詞译作“塘外”。于向东教授译作“外路”。李亚芳教授在翻译李塔娜英文著作《越南阮氏王朝社会经济史》时将该词译作“外区”。学者韩周敬根据《国史遗编》的记载，认为应该译作“外路”。越南文《国史遗编》也将“外路”译作“Đường Ngoài”。

## 歷史
正治元年（1558年），後黎朝大臣阮潢因與權臣鄭檢交惡而出鎮順化，割據順廣。17世紀20年代，鄭阮交惡，阮主拒絕向鄭主控制下的後黎朝繳納賦稅，並拒不入朝謁見後黎朝皇帝，擁兵據南方自立。當時鄭氏與阮氏以𤅷江為界，因此𤅷江以北則被稱為北河，民間則稱之為外路（唐外）；𤅷江以南被稱為南河，民間稱之為內路（唐冲）。
外路之地擁有大量人口，然而土地卻較為稀少。而在鄭主統治末期，由於官員腐敗而且經常發生饑荒，導致了農民起義此起彼伏。其中最為著名的是由阮有求、阮名芳、黎維等人發動的北河農民起義。
景興三十二年（1771年），阮主境內爆發西山起義，隨後阮主、鄭主和後黎朝政權相繼亡於西山軍，內路和外路開始逐漸融為一體。阮岳和阮惠兄弟二人分別建立政權。
嘉隆元年（1802年），阮福映統一越南。外路一詞在阮朝倡議南北一體的新形勢下，逐漸不再被使用。

## 引用
1. ↑  阮福映第十子广威公阮福昀“每見武弁言談分別內路、外路人品，輒詈罵之曰：奴輩不知外路，即內路之祖父耶？”[5]